# Сушкин, Лев Михайлович
Лев Миха́йлович Су́шкин (30 октября 1912, Коломна, Российская империя — 28 декабря 1943, Баренцево море,) — советский военачальник, капитан 2-го ранга, командир-подводник. Командуя подлодкой С-55, пропал без вести вместе с ней.

## Биография
Лев Михайлович Сушкин родился 30 октября 1912 года в городе Коломна с детства Лев Михайлович мечтал стать военным моряком. После окончания школы-девятилетки № 9 поступил на Коломзавод в проковочный цех слесарем по ремонту штампов. А через год по комсомольской путёвки поступил в Военно-морское училище имени М. В. Фрунзе, которое окончил в 1933 году. После окончания училища был переведен на Тихоокеанский флот. Служил штурманом на подводной лодке «Щ-106». С 1935 по 1936 год Сушкин занимал должность помощника командира «Щ-107», а с 1935 по 1936 год — помощник командира лодки «Л-8». C августа 1937 по май 1938 года командовал лодкой «М-20», а с декабря 1938 года по октябрь 1939 года — командир лодки «Щ-125». C 1939 по 1940 годы командовал 24-м дивизионом 2-й бригады ПЛ ТОФ, состоящим из подводных лодок типа «Малютка» VI серии. В 1940 году Лев Сушкин возглавлял группу из четырёх лодок своего дивизиона (М-2, М-19, М-20, М-24) во время совершения первого в мире группового плавания подо льдом. 
Когда на флот поступили подводные лодки типа «С» (Средняя), а они были новым словом техники и подводного оружия, Сушкин выпросил себе понижение по службе, потому что считал за честь командовать манёвренным и мощным кораблём. В ноябре 1940 года его назначили командиром С-55. В годы войны под его командованием лодка в составе группы совершила дальний поход и через США, Панамский канал и Великобританию перешла с Тихоокеанского флота на Северный флот. По прибытии в Полярный лодки Сушкина вошла в состав 2-го дивизиона бригады ПЛ СФ. Во время Великой Отечественной войны Лев Сушкин на С-55 совершил три боевых похода, в которых им достоверно были потоплены два транспорта (суммарно 6089 брт).
Вечером 4 декабря Сушкин вышел в свой последний поход. Утром 8 декабря в устье Тана-фьорда неразорвавшаяся торпеда попала в корму норвежского судна «Валёр» (1016 брт). Корабли сопровождения конвоя не стали покидать свое место в ордере, так как атака подлодки была обнаружена слишком поздно. По состоянию на 2022 год дальнейшая судьба С-55 и её командира неизвестны.

## Награды
- Орден Красного Знамени (27.09.1943)[2]
- Орден Красного Знамени [2]